# Ни Хао, Кай Лан
„Ни Хао, Кай Лан“ или „Здравей, Кай Лан“ (на английски: Ni Hao, Kai-Lan) е американски анимационен сериал, създаден от Карън Чау за награда Еми през 2008 г.

## „Ни Хао, Кай Лан“ В България
В България сериалът се излъчва през 2011 г. по Супер 7 с български дублаж за телевизията. Екипът се състои от:
| Преводачи                 | Венета Маринова Милена Маринова                                     |
| Ролите озвучиха артистите | Таня Етимова Даниела Горанова Вилма Карталска Константин Каракостов |
| Тонрежисьор               | Венислава Аргова                                                    |
| Режисьор на дублажа       | Анелия Шишкова                                                      |